# Ținutul Neamțului
Ținutul Neamțului a fost o unitate administrativ-teritorială în cadrul Țării Moldovei, care făcea parte din Țara de Sus și avea centrul administrativ în târgul Neamț. El se învecina la nord cu ținutul Sucevei, la est cu ținutul Romanului și la sud cu ținutul Bacăului. 
Ținutul Neamțului este atestat în mod sigur într-un document datat cu 13 martie 1466.

## Stemă

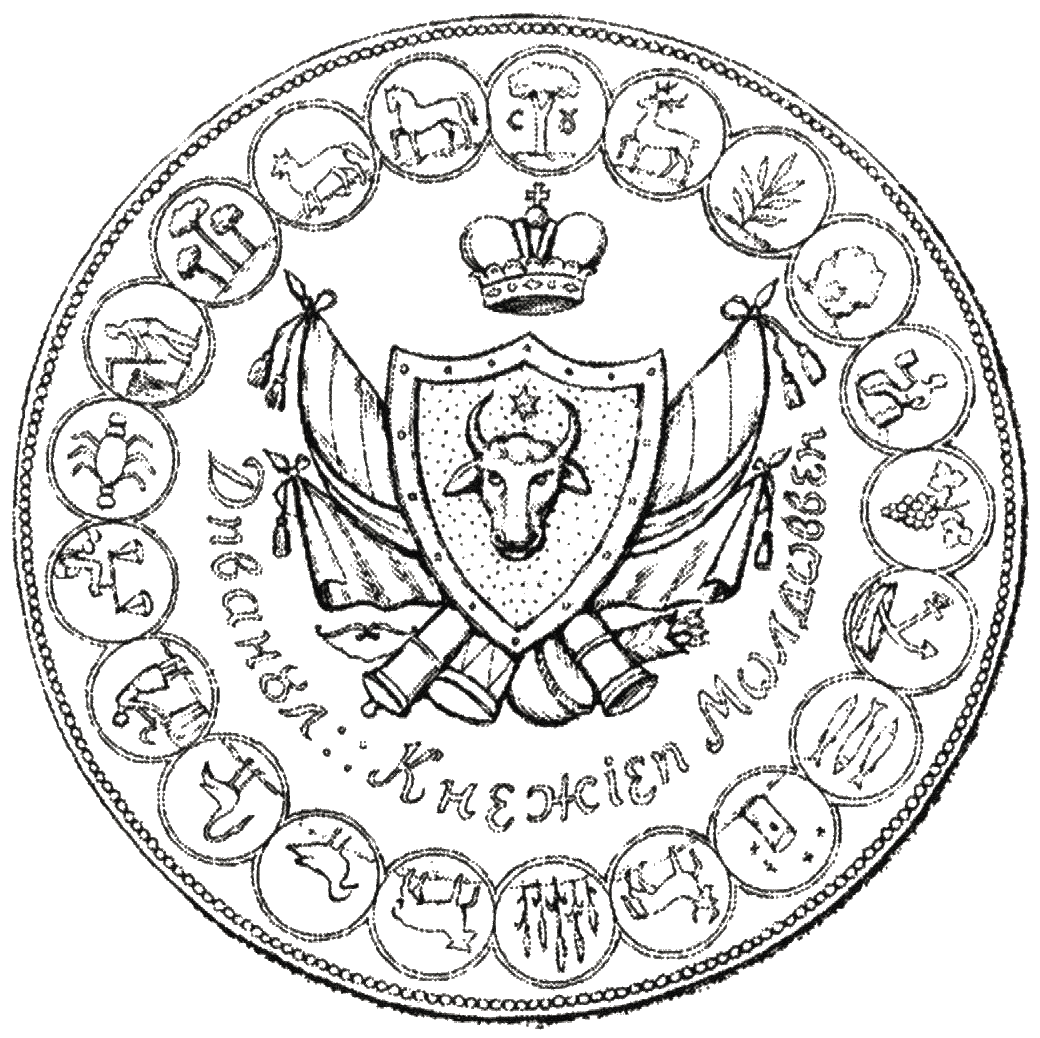
Sigiliul Divanului Cnejiei Moldovei cu stema Țării Moldovei înconjurată de 21 de medalioane cu stemele ținutale

Sigiliul Divanului Cnejiei Moldovei (cca. 1806 - 1812) - cea mai veche imagine cunoscută care a conservat simbolurile ținutale - conține stema ținutului Neamț reprezentată de un medalion cu un cerb mergând spre dreapta pe o terasă. Cerbul a fost păstrat la elaborarea stemei județul Neamț și a orașului Piatra Neamț.

## Localități (1774)
Ocolul de Sus 

Crăcăoanii, Ghindăoanii, Cracăul Negru, Bălțătești, Grumăzeștii, Târgul Nou, Petrecanii, Târpeștii, Ocea, Topolița, Săcălișăștii, Hilioara Agapiei, Târgul Neamțului, Măneștii, Vânătorii Săcului, Poslușnicii Mănăstirii Neamțului, Preuteștii, Timișeștii, Drăgăneștii, Brusturii, Răuceștii, Făgețălul, Oglinzii-Ungureni, Urichenii, Rădenii, Țăbucanii, Uscații, Davidenii, Păstrăvenii, Hangul, Buhalnița, Largul, Galul, Pipirigul. 
Ocolul Bistriții 

Romovul, Brășăuții, Zăneștii, Troița, Podolenii, Iapa, Calul, Hărliceștii, Bodeștii, Ciolpanul, Runcul, Siliște, Buciuleștii, Gârlenii, Mogoșeștii, Goșmanii, Românii.
Ocolul Mijlocului 

Bârcul, Prăjăștii, Climeștii, Micșineștii, Făurei, Hârțăștii, Budeștii Dorniței, Vârlanul, Bârgăoanii, Vlădicenii, Mărginenii, Bălăneștii, Itrineștii, Ghilăeștii, Ciortienii, Băloșăștii, Talpa, Dulceștii, Cârligul, Brițcanii, Buhușeștii, Ruginoasa, Vlădenii, Morenii, Dușeștii, Ghigoeștii, Dragomireștii, Valea Albă, Hoiseștii. 
Ocolul Pietrii 

Târgui Piatra, Mărăței, Mărățeii de peste vale, Șerbeștii, Ungurașii, Vânătorii Bisericanilor, Dărmăneștii, Bicazul, Tarcău!, Oanțul, Stejarul,  Pângărăciorul, Pângărații, Vadurile, Conțăștii, Gerovul, Căuciuleștii, Gura Văii, Tortoreștii, Dobrinii, Mășcăteștii, Conta Pavăl, Oșlobenii, Negreștii, Almașul, Sărata, Cuejdul, Gârcina, Sacii, Bodeștii, Verșeștii, Strâmbii. 
Ocolul Siretului 

Giuleștii, Onceștii lui Isar, Cuciulații, Porceștii, Hociungii, Țuțcanii, Bahna, Arămeștii, Urzâcii, Șchiau, Ruptura, Comești, Moșoteștii, Stăuceștii, Spinenii, Peletiucii, Trifeștii, Roșiorii, Tuleștii, Săcuenii, Sofrânceștii, Comeștii, Onișcani, Berbeștii, Brăniștenii, Bereștii, Pădurenii, Ciumașii , Iteștii.